# Aldermaston Wharf
Aldermaston Wharf är en by i West Berkshire distrikt i Berkshire grevskap i England. Byn är belägen 12,3 km 
från Reading. Orten har 994 invånare (2015).